# 広沢局

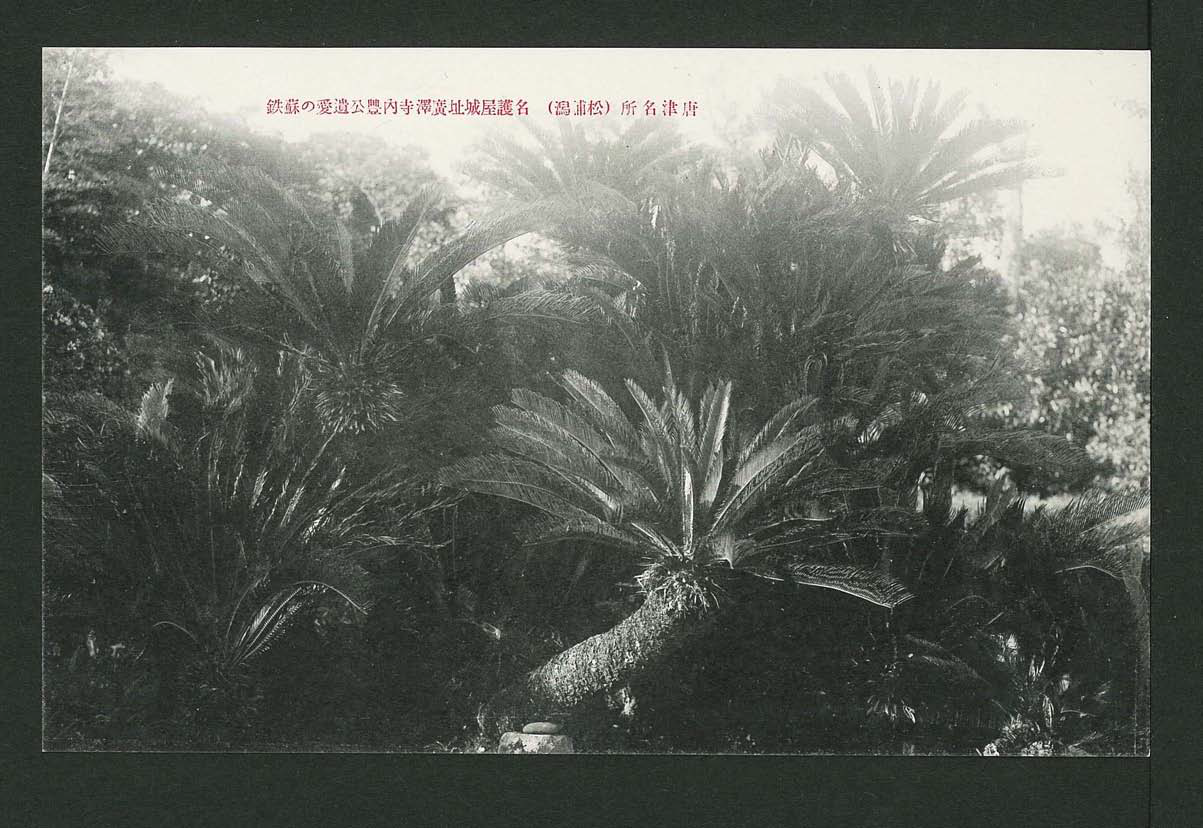
絵はがきシリーズ『最も新しき唐津松浦潟名勝』より唐津名所（松浦潟）名護屋城跡廣澤寺内豊公遺愛の蘇鉄

広沢局（ひろさわのつぼね、天正元年（1573年） - 寛永13年4月24日（1636年5月28日））は、肥前垣添城主・名護屋経勝の娘で豊臣秀吉の側室。名は広子。
広沢局は20歳だったがまだ独身で、朝鮮出兵のため、名護屋城に来た秀吉の側室に文禄2年（1593年）の夏頃になったとされる。その後、秀吉の死後に局は広沢局の旧居跡に秀吉の菩提を弔うために広沢寺を建立した。寺の庭には加藤清正が朝鮮から持ちかえった蘇鉄が植えられている。
慶長3年（1598年）、彼女はなおも名護屋城の山里丸に住んでいたが、8月に秀吉が死去すると、既に兄の名護屋経述が死去していたこともあり、出家した。寛永13年（1636年）に広子は死去した。
なお、松の丸殿（京極竜子）と広沢局を同一人物とする指摘もある。